# George Monro
George Monro, född 1700, död 1757, var en överstelöjtnant i den brittiska armén. Han var befälhavare i Fort William Henry när det kapitulerade inför en överlägsen fransk styrka 1757.

## Ungdom och tidig karriär
George Monro föddes på Irland i en presbyteriansk skotsk militärfamilj. Vid 18 års ålder blev han löjtnant vid 35:e fotregementet. Han befordrades till kapten 1727, major 1747 och överstelöjtnant 1750.

## William Henry
35:e fotregementet var stationerat på Irland till 1756, då det överskeppades till England, kompletterades till full krigsstat och sändes till Nova Scotia. I slutet på mars 1757 beordrades regementet till Fort William Henry där Monro övertog befälet efter William Eyre. På sommaren 1757 belägrades fortet av en överlägsen fransk-indiansk styrka och kapitulerade efter sex dagar. När den brittiska garnisonen med sina kvinnor och barn avtågade överfölls de av Frankrikes indianska allierade och många massakrerades eller fördes bort i fångenskap. 

## Död
Överstelöjtnant Monro dog inte vid Fort William Henry, men tre månader efter kapitulationen fick han slag och dog på gatan i Albany.

## Eftermäle
Överstelöjtnant Monros namn lever i historien som följd av den roll han spelar i James Fenimore Coopers roman Den siste mohikanen 1826 vilken sedan flera gånger filmats.